# 峨堡镇
峨堡镇，是中华人民共和国青海省海北藏族自治州祁连县下辖的一个乡镇级行政单位。

## 行政区划
峨堡镇下辖以下地区：
峨堡村、白石崖村、黄草沟村和芒扎村。